# 맛있는 섹스, 그리고 사랑
《맛있는 섹스, 그리고 사랑》(영어: The Sweet Sex and Love, 중국어: 甜性涩爱)은 2003년 개봉된 대한민국의 영화이다.

## 제작
- 감독: 봉만대
- 각본: 곽정덕

## 줄거리
우연히 술집에서 만난 서동기와 조신아는 서로에 대한 사랑으로 관계를 가진다. 그러나 시간이 지날 수록 그들의 사랑은 식어가는데...

## 출연
- 김성수: 서동기 역 - 김혜성
- 김서형: 조신아 역 - 염수진
- 주우: 길기현 역 - 이희재
- 박병선: 박희찬 역 - 박지민
- 서범식: 중국집 술취남 역
- 이미숙: 중국집 술취녀 역
- 정주영: 유혜리 역
- 김정호
- 이연호
- 정숙정
- 이지희
- 조남현
- 김지훈 : 맞선남 역

## 기타
- 감독 봉만대는 원래 비디오용 에로 영화를 연출하였으나, 이 영화를 통해 처음으로 스크린 영화 감독으로서 데뷔하게 되었다[3].
- 주연 김서형은 영화 개봉 직전 다수의 누리꾼 등으로부터 사이버 테러를 당한 적이 있다[4].
- 2003년 스카이라이프의 〈스카이초이스[5]〉를 통해 방송된 영화 중 주문 1위를 차지하였다[6].
- 싱가포르에서는 상영이 금지되었다.